# ۴۸۶ (میلادی)
۴۸۶ (میلادی) چهارصد و هشتاد و ششمین سال تقویم میلادی است.